# José Manuel Jiménez Ortiz
José Manuel Jiménez Ortiz, genannt Mané (* 21. Dezember 1981 in Tarifa) ist ein spanischer ehemaliger Fußballspieler.

## Spielerkarriere

### Amateurteams
Mané startete seine Karriere als Fußballer im Jahre 2000 beim Amateurclub Real Linense. Anschließend ging er zu Díter Zafra, wo er weitere zwei Jahre verbrachte, ehe er die Möglichkeit bekam in der Segunda División B bei Atlético Madrid B zu spielen. Nach zwei Jahren in der 3. Liga bekam er ein Angebot vom ambitionierten Zweitligisten Ciudad de Murcia.

### Als Profi
In der Saison 2005/06 feierte Mané sein Profidebüt mit Ciudad de Murcia. Am Ende der Saison verpasste Mané mit seiner Mannschaft, die auf dem vierten Platz die Saison abschloss, ganz knapp den Aufstieg in Liga 1. Aus diesem Grunde wechselte er den Verein und unterschrieb beim Ligarivalen UD Almería, da er dort die größeren Chancen auf den Aufstieg sah. Schon im ersten Jahr wurde dieser auch erreicht. Im Sommer 2009 wechselte er zum Madrider Vorstadtklub FC Getafe. Nach vier Jahren beim spanischen Erstligisten – in seiner letzten Spielzeit dort hatte er seinen Stammplatz verloren – zog es ihn zum israelischen Meister Maccabi Tel Aviv in die Ligat ha’Al. Bald war er jedoch zurück und schloss sich erneut Almería an. 2015 wurde sein Vertrag nicht verlängert; erst 2016 fand er mit dem FC Algeciras einen Verein, zu dem er auch nach kurzem Gastspiel in Gibraltar zu seinem Karriereende zurückkehrte.

## Erfolge
- 2006/07 – Aufstieg in die Primera División mit UD Almería